# Dwayne Burno

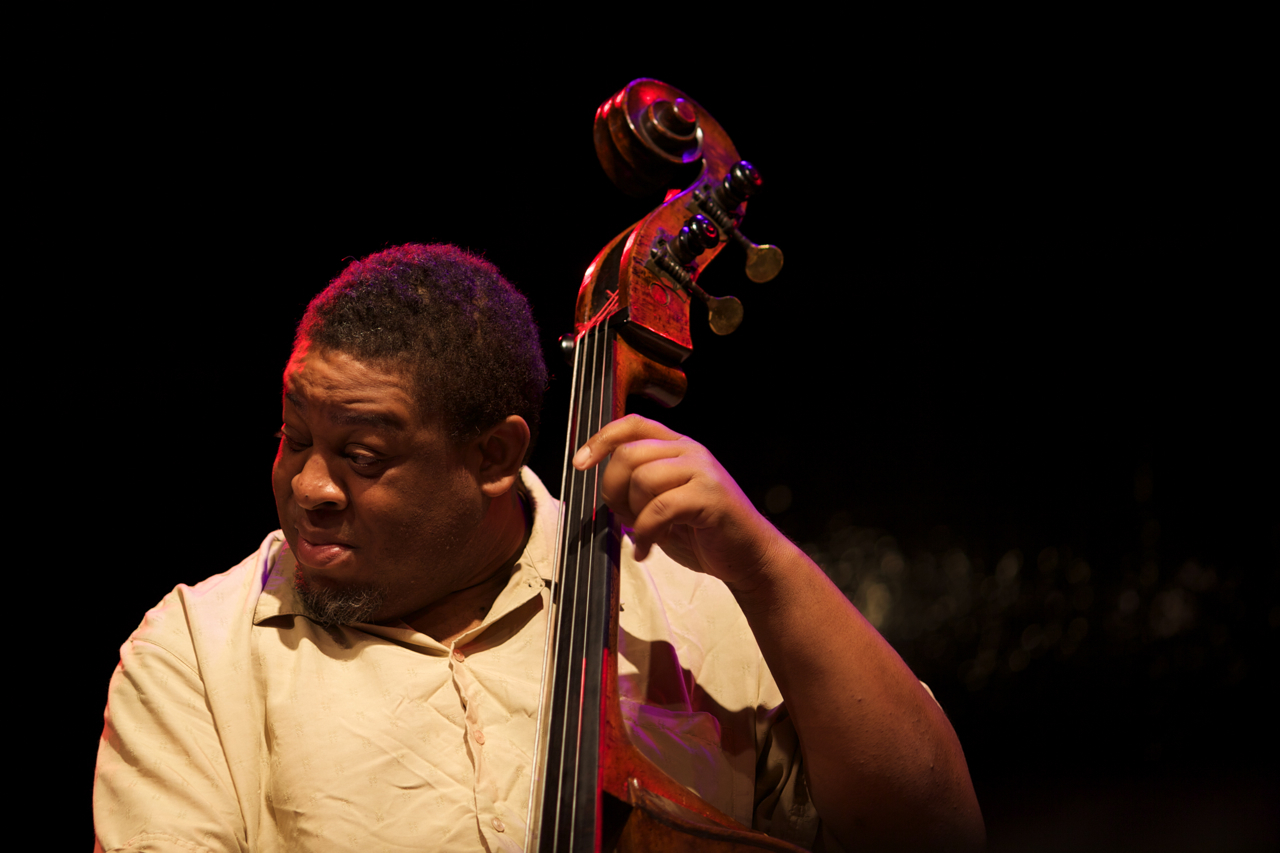
Dwayne Burno (2010)

Dwayne Burno (* 10. Juni 1970 in Philadelphia; † 28. Dezember 2013 in New York City) war ein US-amerikanischer Jazz-Bassist.
Dwayne Burno begann 16-jährig autodidaktisch mit dem Bass und hatte seinen ersten professionellen Job 1989 in der Band von Donald Harrison. 1990 arbeitete er mit Jesse Davis und zog dann nach New York City, wo er bis Ende 1991 als Begleitmusiker für Betty Carter arbeitete; außerdem war er Mitglied des ersten Trios von Eric Reed.
In den 1990er Jahren arbeitete er auch mit einer eigenen Formation, mit der allerdings keine Platteneinspielungen entstanden, und wirkte als Sessionmusiker an Aufnahmen zahlreicher Musiker mit, so bei Antoine Roney (The Traveller, 1992), Pete Yellin, Benny Golson (Tenor Legacy, 1996), Stanley Cowell, (Hear Me One, 1996), Stefon Harris (A Cloud of Red Dust, 1998), Greg Osby (Zero, 1998) und Roy Haynes (Praise, 1998) des Weiteren von Eric Alexander, George Colligan, Johannes Enders, Ingrid Jensen, Peter Leitch, Jim Rotondi, John Swana, Michal Urbaniak und Scott Wendholt.
2000 wirkte er an Freddie Hubbards Album New Colours mit; 2001 bei Don Bradens Album Brighter Days. 2005 gehörte er dem Trio des Gitarristen Randy Johnston an. 2007 spielte er mit Renee Rosnes und Al Foster im Quartett von Bobby Hutcherson; außerdem war er in dem Film über Benny Golsons Whisper Not Tour mit Art Farmer zu sehen. 2008 spielte er erneut mit Hubbard (On the Real Side). Im Bereich des Jazz war er zwischen 1990 und 2013 an 129 Aufnahmesessions beteiligt, zuletzt mit David Weiss und Luis Perdomo.
2004 wurde bei Burno eine schwere Nierenerkrankung diagnostiziert, weshalb er sich 2010 einer Nierentransplantation unterzog. Er starb Ende 2013 an den Folgen der Erkrankung.